# Bishtazhin
Bishtazhin (albanisch auch Bishtazhini, serbisch Бистражин Bistražin) ist ein Dorf im Kosovo und gehört zur Gemeinde Gjakova. Es wird traditionell nur von römisch-katholischen Albanern bewohnt.
Die Ortschaft liegt etwa 5 Kilometer südöstlich von Gjakova auf der rechten Uferseite des Erenik.

## Geschichte
Nach der Eroberung Kosovos durch das Königreich Serbien während des Ersten Balkankrieges 1912 richtete die serbische Regierung eine Militärverwaltung vor Ort ein, wobei Bishtazhin Teil der neu geschaffenen Gemeinde Damjane (heute Damjan) wurde.
Ab 1932 siedelten sich in Bishtazhin im Zuge der serbischen Kolonisierung des Kosovo 9 Familien als Kolonisten an, allesamt aus Montenegro.

## Bevölkerung
Die Volkszählung aus dem Jahr 2011 ergab eine Einwohnerzahl von 429, von denen alle (100 %) angaben, Albaner zu sein.

### Religion
2011 stellten mit 428 (99,77 %) Personen die Katholiken die große Mehrheit.
| Volkszählung  | 1919       | 1948 | 1953 | 1961         | 1971         | 1981         | 1991 | 2011       |
| ------------- | ---------- | ---- | ---- | ------------ | ------------ | ------------ | ---- | ---------- |
| Einwohner     | 128        | 327  | 356  | 402          | 503          | 627          | 681  | 429        |
| Albaner       | 128(100 %) |      |      | 379(94,28 %) | 485(96,42 %) | 618(98,56 %) | –    | 429(100 %) |
| Montenegriner | -          |      |      | 20(4,98 %)   | 12(2,39 %)   | 5(0,80 %)    |      | -          |

## Sehenswürdigkeiten

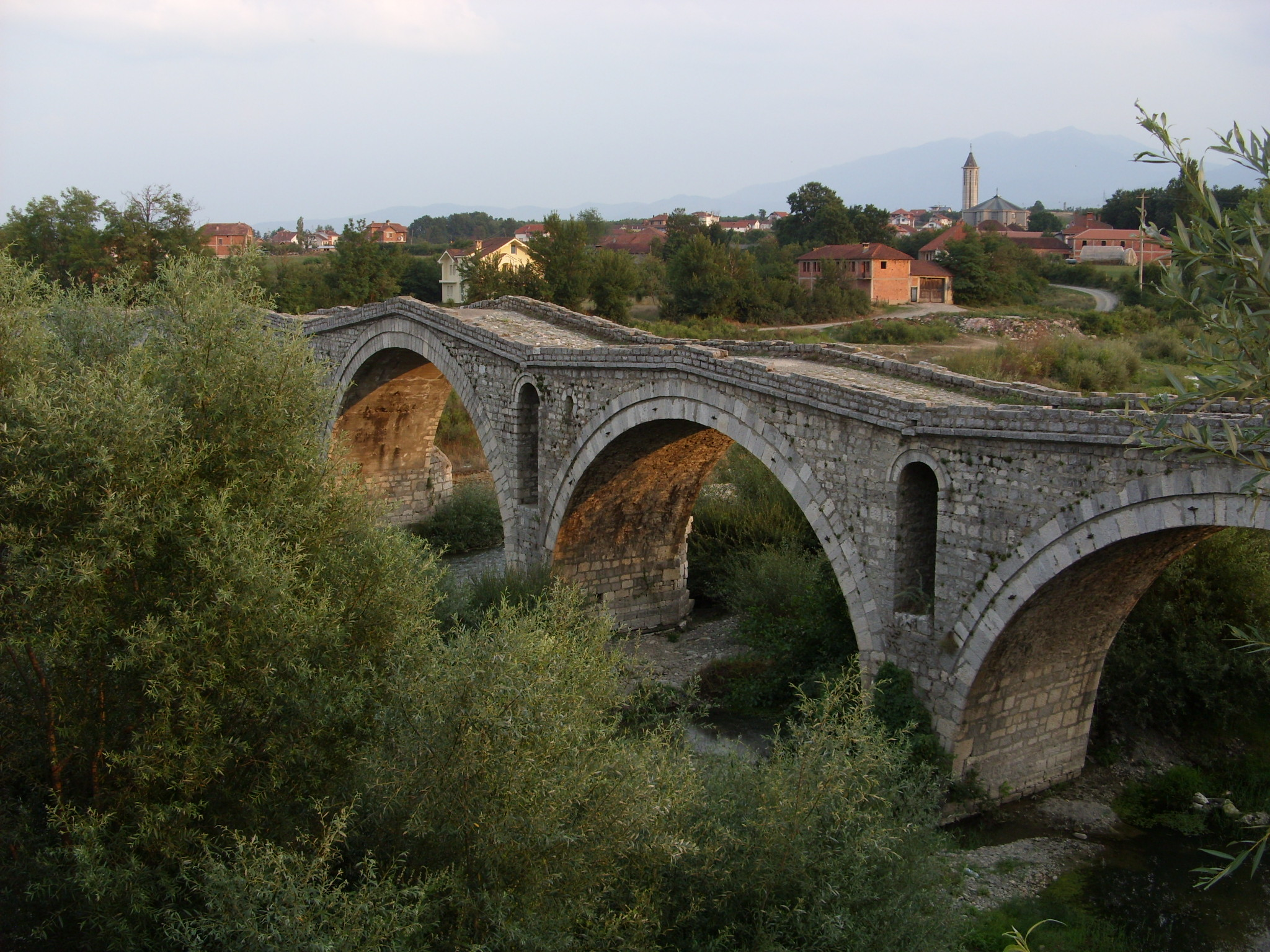
Die Schneiderbrücke über den Erenik (Foto 2008)

Beim Ort befindet sich die Schneiderbrücke (albanisch Ura e Terzive) über den Fluss Erenik, die vermutlich aus dem 15. Jahrhundert stammt.